# Peg Entwistle
Peg Entwistle (Port Talbot, 5 de fevereiro de 1908 – Los Angeles, 16 de setembro de 1932) foi uma atriz de palco galesa e, por um curto período de tempo, atriz de Hollywood, que alcançou notoriedade após o seu suicídio.

## Biografia
Peg Entwistle, cujo nome verdadeiro era Millicent Lilian Entwistle, nasceu em Port Talbot, País de Gales, mas foi criada em West Kensington, Londres. Mais tarde, ela adotou "Peg" como pseudônimo e prosseguiu com ele para o resto de sua vida. Quando ainda era uma jovem criança, em março do ano de 1916, Entwistle abandonou Liverpool e veio para a América, acompanhada de seu pai (Robert), tio (Charles Harold), e esposas de ambos, Lauretta e Jane, a bordo do SS Philadelphia. Após o seu pai ser morto em um acidente no ano de 1922, Entwistle e seus dois meio-irmãos foram criados pelo tio, Charles Entwistle.

## Morte
No dia 16 de setembro de 1932, uma sexta-feira, Peg Entwistle pulou da letra "H" do famoso "sinal de Hollywood" (naquela época era ainda "Hollywoodland"). Seu corpo rolou metros e metros no barranco, até ser encontrado dois dias depois. Um detetive e dois oficiais encontraram o corpo de uma jovem mulher loira, olhos azuis, que estava moderadamente bem vestida. Ela continuava sem ser identificada, até seu tio relacionar a descrição dada do corpo com as iniciais "P.E." na nota de suicídio.
A causa de sua morte foi listada pelo médico legista como "múltiplas fraturas da bacia."
A nota de suicídio de Peg Entwistle diz:
| “ | Eu estou com medo, sou uma covarde. Sinto muito por tudo. Se eu já tivesse feito isso há mais tempo, teria evitado muita dor. P.E. | ” |

Seu funeral ocorreu em Hollywood e o corpo foi cremado. Suas cinzas foram enviadas depois para Glendale, no Ohio, para ser enterrado perto de seu pai, no "Cemitério Oak Hill". As suas cinzas foram enterradas no dia 5 de janeiro de 1933.